# Гросс, Александр Ильич
Алекса́ндр Ильи́ч Гросс (22.11.1904, Псковская губерния — 4.6.1938, Улан-Удэ) — деятель органов юстиции СССР. Прокурор Бурят-Монгольской АССР. Входил в состав особой тройки НКВД СССР, внесудебного и, следовательно, не правосудного органа уголовного преследования.

## Биография
Александр Ильич Гросс родился 22 ноября 1904 года в деревне Третьяковка Псковской губернии в семье крестьянина-середняка. Его деятельность была преимущественно связана с работой в органах юстиции.
- 1933—1934 года — заместитель прокурора Восточно-Сибирского края.
- 1934—1937 года — прокурор Бурят-Монгольской АССР. Этот период отмечен вхождением в состав особой тройки, созданной по приказу НКВД СССР от 30.07.1937 № 00447[2] и активным участием в сталинских репрессиях[3].
- июнь-сентябрь 1937 года — заместитель председателя СНК Бурят-Монгольской АССР.
- сентябрь-декабрь 1937 года — управляющий треста кинофикации Бурят-Монгольской АССР.

## Завершающий этап
Арестован 19 декабря 1937 года. Обвинялся в том, что «с 1934 года являлся участником антисоветской буржуазно-националистической панмонгольской организации, существовавшей в Бурят-Монголии и занимавшейся по заданию японской разведки шпионско-диверсионной и повстанческой деятельностью, а также готовившей террористические акты в отношении руководителей ВКП(б) и советской власти». Приговорён к ВМН выездной сессией ВКВС СССР 2 июня 1938 года. Приговор к исполнению был приведен 14 июня 1938 года в Улан-Удэ. Реабилитирован в 1957 году.